# Maurice Martens
Maurice Martens (ur. 5 czerwca 1947 w Aalst) – belgijski piłkarz występujący na pozycji obrońcy.

## Kariera klubowa
Martens zawodową karierę rozpoczynał w 1967 roku w klubie RSC Anderlecht. W 1968 roku zdobył z nim mistrzostwo Belgii. W 1971 roku odszedł do klubu Royal Racing White. W 1973 roku ten klub połączył się z zespołem Daring Bruksela, przyjmując nazwę RWD Molenbeek. W tym samym roku Martens został laureatem belgijskiego Złotego Buta. W 1975 roku Martens zdobył z zespołem mistrzostwo Belgii. W 1983 roku zakończył karierę.

## Kariera reprezentacyjna
W 1970 roku Martens został powołany do kadry na mistrzostwa świata. Nie zagrał na nich ani razu, a Belgia odpadła z turnieju po fazie grupowej. 7 listopada 1971 w wygranym 1:0 towarzyskim meczu z Luksemburgiem Martens zadebiutował w reprezentacji Belgii. W 1972 roku znalazł się w kadrze na mistrzostwa Europy. Zagrał na nich w przegranym 1:2 meczu z RFN. Tamten turniej Belgia zakończyła na 3. miejscu. W 1980 roku Martensa powołano na mistrzostwa Europy. Nie rozegrał tam jednak żadnego spotkania, a Belgia zajęła 2. miejsce w turnieju. W latach 1971–1980 w drużynie narodowej Martens rozegrał w sumie 26 spotkań i zdobył 2 bramki.